# Ołpiny

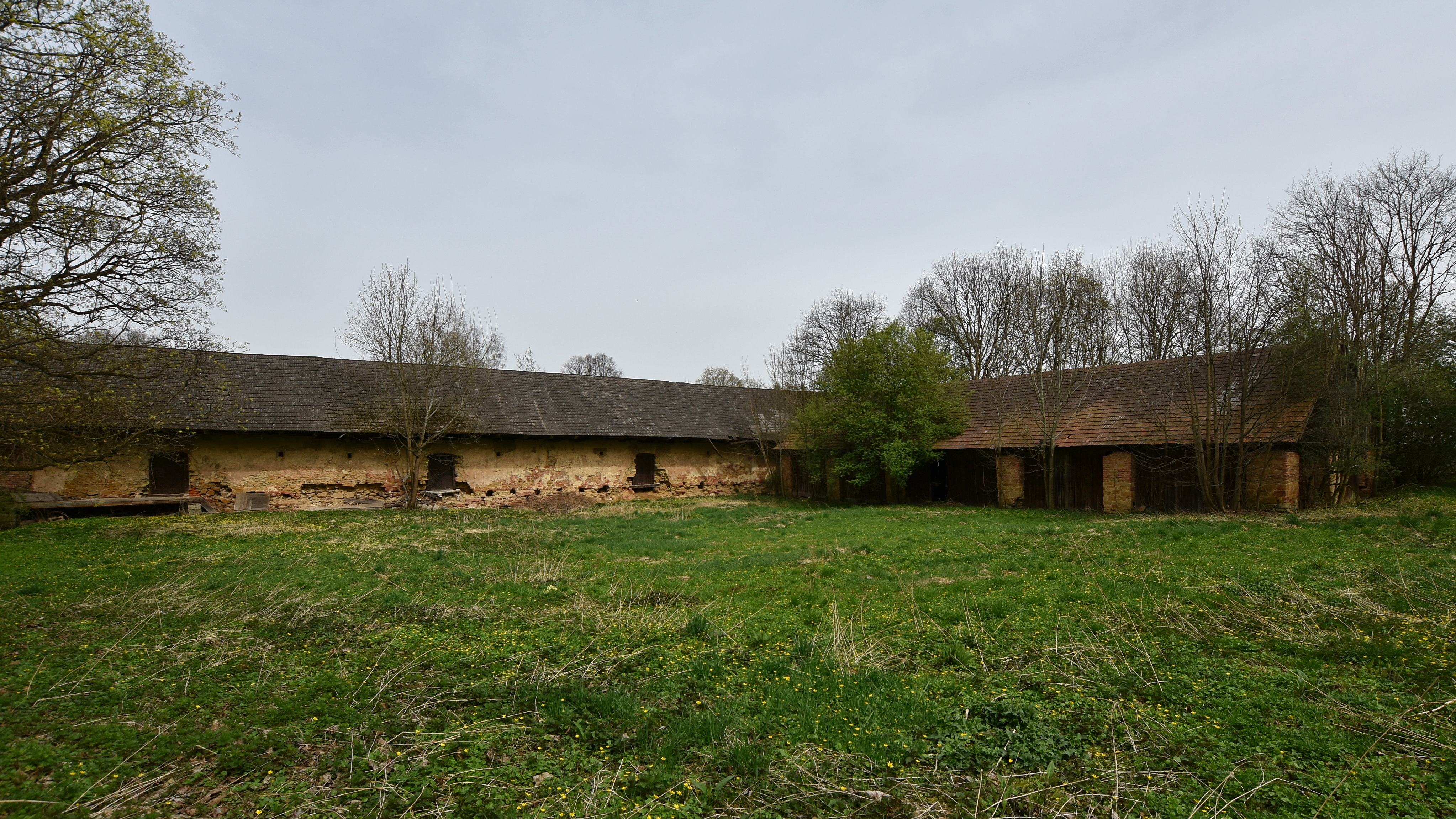
Pozostałości zespołu dworskiego

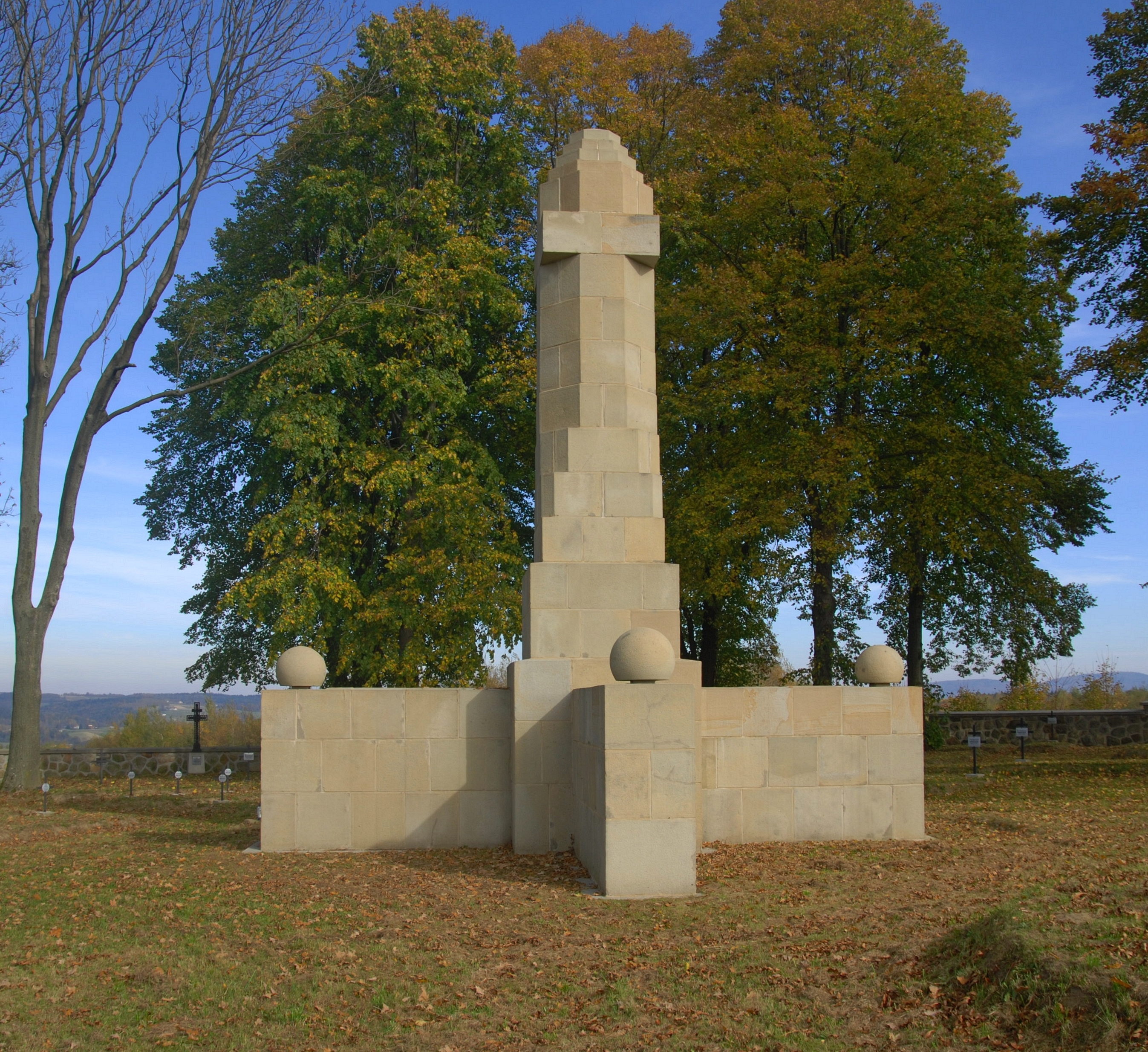
Cmentarz wojenny nr 34

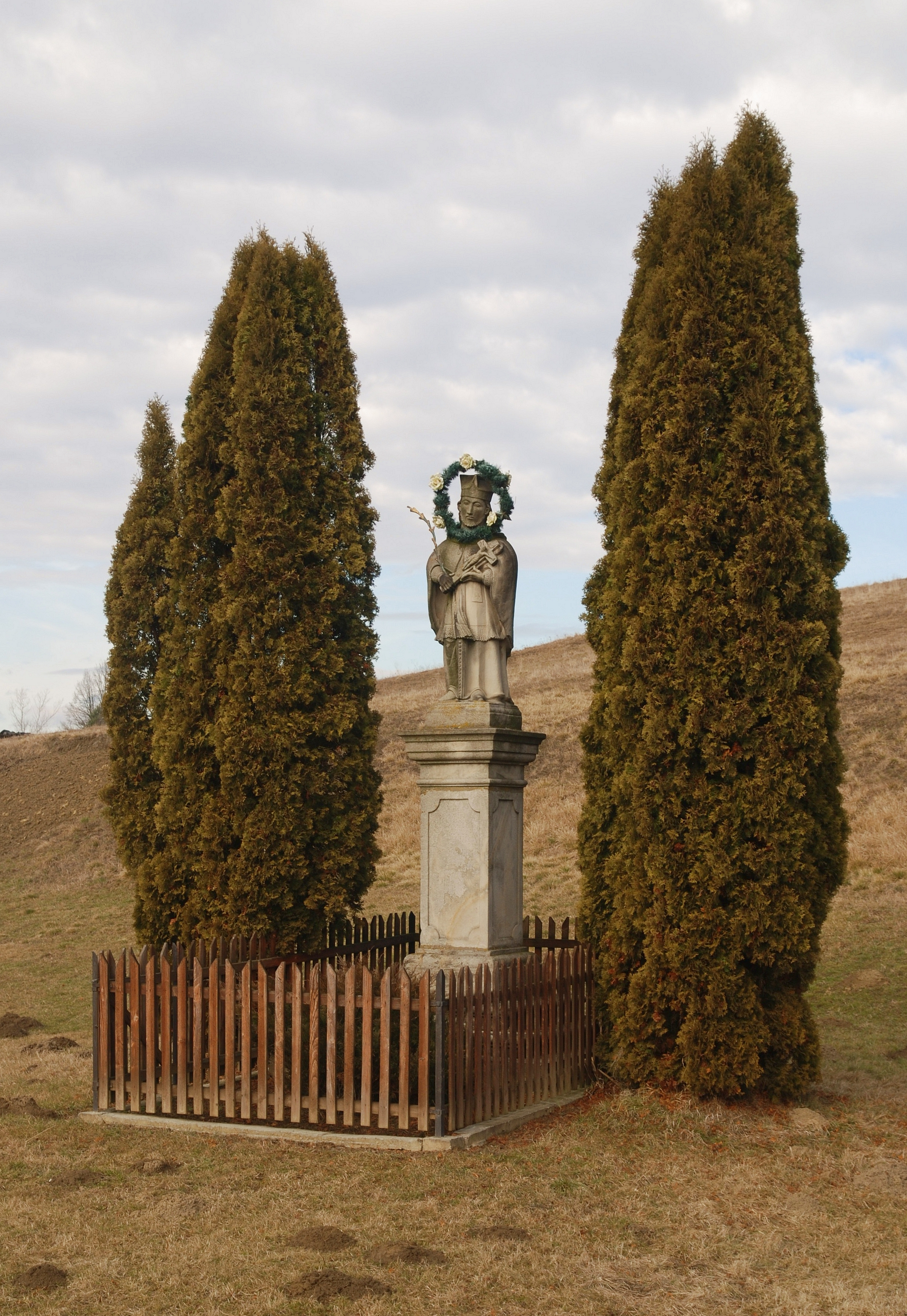
Figura św. Jana Nepomucena z roku 1823

Ołpiny – wieś w Polsce położona w województwie małopolskim, w powiecie tarnowskim, w gminie Szerzyny. Pod względem geograficznym znajduje się na Pogórzu Ciężkowickim w dolinie potoku Olszynka.
| 0832344 | Biedoszyce         | część wsi |
| 0832350 | Borówka            | część wsi |
| 0832367 | Nadole Południowe  | część wsi |
| 0832373 | Nadole Północne    | część wsi |
| 0832380 | Nagórze Południowe | część wsi |
| 0832396 | Nagórze Północne   | część wsi |
| 0832404 | Podlesie           | część wsi |
| 0832410 | Sikorówka          | część wsi |
| 0832427 | Teresin            | część wsi |

## Historia
Miejscowość wzmiankowana w 1288 roku jako własność opactwa benedyktynów tynieckich. W 1349 roku przywilejem Kazimierza Wielkiego wydanym w Bieczu wieś została przeniesiona na prawo niemieckie.
Od końca XVIII wieku centrum wsi, z powodu zwartego osadnictwa żydowskiego przybrało pozór miasteczka, tak też funkcjonowało w austriackim nazewnictwie jako Markt Ołpiny. Jednakże praw miejskich nigdy nie posiadały.
Podczas okupacji hitlerowskiej, w 1941 roku Niemcy utworzyli getto dla żydowskich mieszkańców. Przebywało w nim około 300 Żydów. W lecie 1942 roku zostali wywiezieni do obozu w Bieczu. 
W latach 1954–1972 wieś należała i była siedzibą władz gromady Ołpiny. W latach 1975–1998 miejscowość administracyjnie należała do województwa tarnowskiego.

## Zabytki
Obiekty wpisane do rejestru zabytków nieruchomych województwa małopolskiego.
- Kościół parafialny pw. Wniebowzięcia Najświętszej Maryi Panny;
- kaplica przydrożna pw. św. Michała Archanioła;
- kapliczka pw. św. Matki Bożej;
- kapliczka przydrożna pw. św. Matki Bożej Szkaplerznej;
- kaplica pw. św. Wojciecha Biskupa wraz otaczajacymi ją drzewami;
- cmentarz wojenny nr 34 z I wojny światowej.

Inne
- Pozostałości zespołu dworsko–parkowego
- Synagoga w Ołpinach
- Cmentarz żydowski w Ołpinach
- Cmentarz wojenny nr 35 – Ołpiny

## Sport
Funkcjonuje tu klub sportowy LKS Olszynka Ołpiny.

## Osoby związane z miejscowością
- Ignacy Solarz (ur. 28 grudnia 1891 w Ołpinach, zm. 1940 w Palmirach) – polski pedagog, działacz ruchu ludowego i spółdzielczego, założyciel Związku Młodzieży Wiejskiej RP i Uniwersytetów Ludowych.
- Ludwik Grzywa (ur. 1 sierpnia 1894 w Ołpinach, zm. 1940 w Charkowie, Piatichatki) – oficer Wojska Polskiego. Żołnierz Legionów.
- Kazimierz Kluz, biskup gdański.